# Flash Gordon (Queen)
Flash Gordon was Queens eerste soundtrackalbum. Flash Gordon werd daarmee de eerste "rockscore", een film met een volledige rocksoundtrack.
Queen werd in 1978 gevraagd om de filmmuziek te verzorgen voor de door Dino De Laurentiis gemaakte sciencefictionfilm op basis van de stripreeks Flash Gordon. De soundtrack werd opgenomen terwijl Queen ondertussen ook bezig was met de opnames van hun achtste studio-album, The Game. De soundtrack is vooral een collage van synthesizergeluiden en bombastische en heftige rock. De meeste nummers zijn instrumentaal en bevatten audiofragmenten uit de film; op het album bevatten alleen de nummers Flash's Theme en The Hero teksten en vocalen van Queen zelf.
Het album werd geproduceerd door Brian May en Reinhold Mack. Flash Gordon werd in het Verenigd Koninkrijk uitgebracht op 8 december 1980; de internationale release volgde op 27 januari 1981.

## Tracklist
1. Flash's Theme 3:29
2. In the Space Capsule (The Love Theme) 2:42
3. Ming's Theme (In Court of Ming the Merciless) 2:40
  1. The Ring (Hypnotic Seduction of Dale) :57
4. Football Fight 1:28
5. In the Death Cell (Love Theme Reprise) 2:24
6. Execution of Flash 1:05
7. The Kiss (Aura Resurrects Flash) 1:44
8. Arboria (Planet of the Tree Men) 1:41
9. Escape from the Swamp 1:43
10. Flash to the Rescue 2:44
11. Vultan's Theme (Attack of the Hawk Men) 1:12
12. Battle Theme 2:18
13. The Wedding March :56
14. Marriage of Dale and Ming (And Flash Approaching) 2:04
15. Crash Dive on Mingo City 1:00
16. Flash's Theme Reprise (Victory Celebrations) 1:23
17. The Hero 3:31

## Edities
- 1980 LP EMI 3351
- 1980 LP Elektra 61203
- 1981 LP Elektra 518
- 1986 CD EMI CDP7462142
- 2004 CD Toshiba 67349

## Credits
- Cream - Cover Artwork
- John Deacon - Synthesizer, basgitaar, gitaar
- Alan Douglas - Techniek, nabewerking
- Josh MacRae - Productie, techniek, nabewerking
- Mack - Productie
- Brian May - Synthesizer, banjo, gitaar, keyboards, zang, productie
- Freddie Mercury- Synthesizer, piano, zang
- Queen - Organisatie, eindproductie
- John Richards - Techniek
- Roger Taylor - Synthesizer, drums, zang
- Eric Tomlinson - Engineer